# シャンデプラ
シャンデプラ（フランス語: Champdepraz, [ʃɑ̃dɛpʁa]）は、イタリア共和国ヴァッレ・ダオスタ州にある、人口約700人の基礎自治体（コムーネ）。
エヴァンソン山岳部共同体に属する。

## 地理

### 位置・広がり

#### 隣接コムーネ
隣接するコムーネは以下の通り。
- シャンバーヴ
- シャンポルシェ
- シャティヨン
- フェーニス
- イソーニュ
- モンジョヴェ
- ポンテイ
- ヴェール

## 行政

### 分離集落
シャンデプラには、以下の分離集落（フラツィオーネ）がある。
- Barbustel, Bianzet, Boden, Capiron, Capoluogo, Chantonet, Covarey, Crestaz, Cugnon, Dialley, Fabbrica, Fussy, Gettaz Des Allemandes, Hérin, La Veulla, Le Sale, Losson, Viéring